# Yongsan-gu

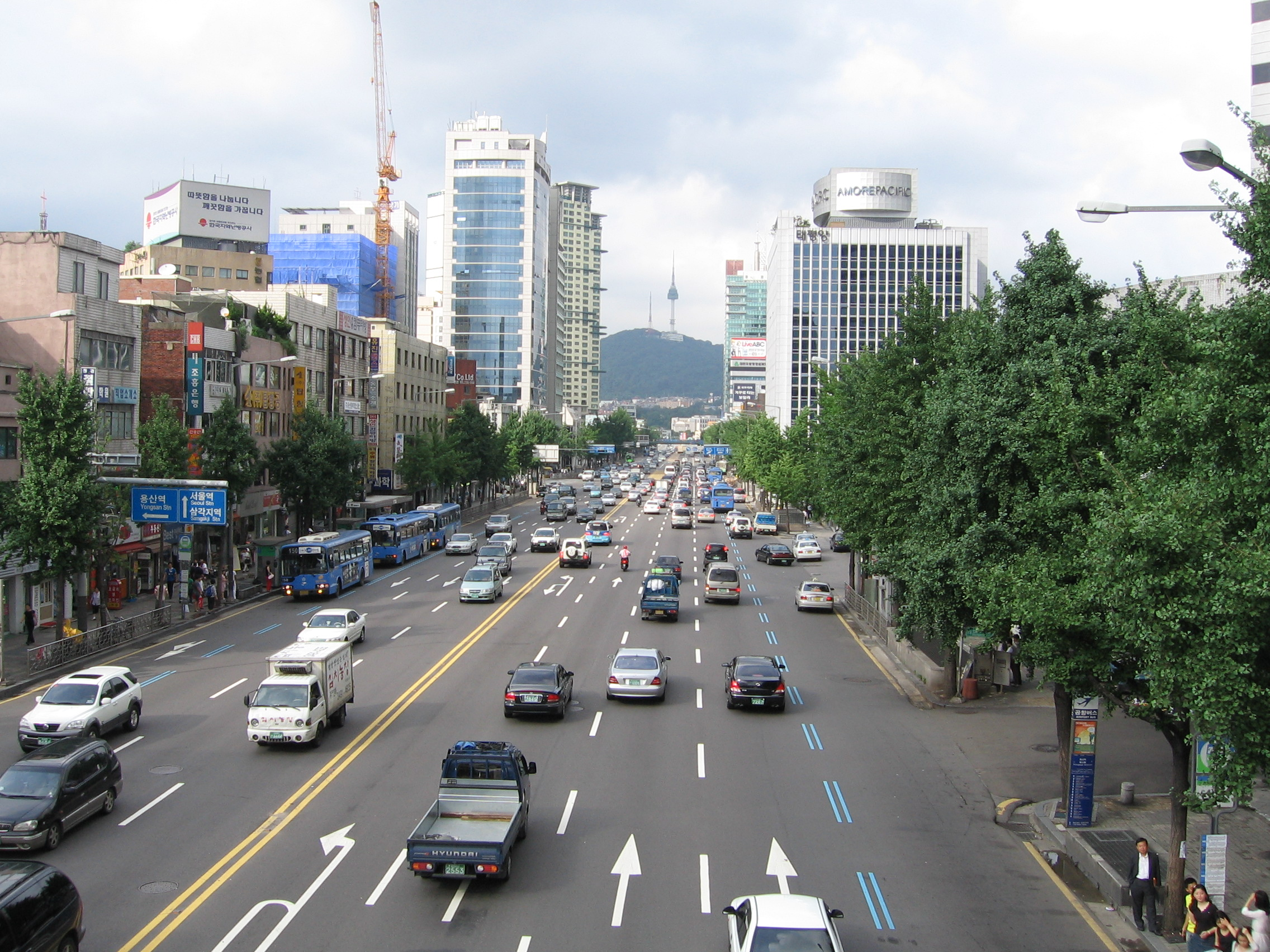
Uma movimentada rua em Yongsan-gu

Yongsan-gu é um dos 25 gu (distritos de governo local) de Seul, a capital da Coreia do Sul. Seu nome significa "Colina do Dragão", derivado dos caracteres hanja para dragão (龍 yong) e colina/montanha (山 san). Situa-se ao norte do rio Han sob a sombra da N Seoul Tower. Geograficamente, está localizado bem no centro de Seul. Residem nesse distrito cerca de 250.000 pessoas, que é subdividido em 20 dongs, ou bairros. Lugares importantes de Yongsan-gu incluem a estação Yongsan, o Mercado de Eletrônicos de Yongsan e o distrito comercial de Itaewon. Itaewon é amplamente conhecido como uma das regiões mais etnicamente diversificadas na Coreia. Muitos estrangeiros encontram-se em torno de seus centros comerciais e na vida noturna.
Yongsan-gu é também a sede da Yongsan Garrison, uma grande base militar dos Estados Unidos no coração de Seul. Devido à escassez de terrenos no centro de Seul, bem como a consolidação das forças norte-americanas em toda a Península Coreana, os governos dos Estados Unidos e da Coreia do Sul concordaram em mudar o local da instalação de Seul para Pyeongtaek em 2013.
A Universidade de Mulheres Sookmyung está localizada na porção oeste do distrito. Próximo, encontra-se o lendário bar "Doors", que tem sido um centro da vida social de Sookmyung há anos. Há também uma crescente comunidade de muçulmanos e outros provindos do Oriente Médio devido à localização da única mesquita de Seul, a Mesquita Central de Seul em Itaewon. Esta tendência de imigração tem causado a abertura de uma série de restaurantes e lojas halal na área.
A N Seoul Tower localiza-se no topo do monte Namsan, localizado próximo ao distrito. A torre foi construída para a transmissão de sinais de televisão.
Yongsan é servido pelas linhas 1, 4 e 6, e pela linha Jungang.

## Divisões administrativas
- Bogwang-dong (보광동 普光洞)
- Cheongpa 1-dong (청파 1동 靑坡洞)
  - Seogye-dong (서계동 西界洞)
- Cheongpa 2-dong (청파 2동 靑坡洞)
- Hanganro 1-dong (한강로 1동 漢江路洞)
  - Munbae-dong (문배동 文培洞)
  - Singye-dong (신계동 新契洞)
- Hanganro 2-dong 한강로 2동 漢江路洞)
- Hanganro 3-dong 한강로 3동 漢江路洞)
- Hannam 1-dong (한남 1동 漢南洞)
- Hannam 2-dong (한남 2동 漢南洞)
- Huam-dong (후암동 厚岩洞)
- Hyochang-dong (효창동 孝昌洞)
- Ichon 1-dong (이촌 1동 二村洞)
- Ichon 2-dong (이촌 2동 二村洞)
- Itaewon 1-dong (이태원 1동 梨泰院洞)
- Itaewon 2-dong (이태원 2동 梨泰院洞)
- Namyeong-dong (남영동 南營洞)
  - Dongja-dong (동자동 東子洞)
  - Garwol-dong (갈월동 葛月洞)
- Seobinggo-dong (서빙고동 西氷庫洞)
  - Dongbinggo-dong (동빙고동 東氷庫洞)
  - Juseong-dong (주성동 鑄城洞)
- Wonhyoro 1-dong (원효로 1동 元曉路洞)
- Wonhyoro 2-dong (원효로 2동 元曉路洞)
  - Sancheon-dong (산천동 山泉洞)
  - Sinchang-dong (신창동 新倉洞)
  - Cheongam-dong (청암동 淸岩洞)
- Yongmun-dong (용문동 龍門洞)
  - Dowon-dong (도원동 桃園洞)
- Yongsan 2 ga-dong (용산 2동 龍山洞)

## Símbolos
- Árvore: Pinus densiflora
- Flor: Rosa
- Pássaro: Pombo

## Pontos de interesse
- Museu Nacional da Coreia
- Memorial de Guerra da Coreia
- Leeum (Museu Samsung de Arte)
- Museu Kim Koo
- United States Forces Korea
- Mesquita Central de Seul
- Grand Hyatt Seoul no histórico Monte Namsan[2]
- Distrito da Luz Vermelha - Estação Yongsan